# Naquia
Naquia (em acádio: Naqī'a), também conhecida como Zacutu (Zakūtu), foi uma esposa do rei assírio Senaqueribe (r. 705–681 a.C.) e mãe de seu filho e sucessor Assaradão (r. 681–669 a.C.). Naquia é a mulher mais bem documentada na história do Império Neoassírio e alcançou um nível de proeminência e visibilidade pública sem precedentes; ela foi talvez a mulher mais influente na história assíria. Ela é uma das poucas mulheres assírias antigas a serem retratadas em obras de arte, a encomendar seus próprios projetos de construção e a receber epítetos laudatórios em cartas por cortesãos. Ela também é a única figura assíria antiga conhecida, além dos reis, a escrever e emitir um tratado.
Naquia deve ter sido casada com Senaqueribe antes dele se tornar rei (705) desde que ela deu à luz seu filho Assaradão por volta de c. 713 a.C.. Se ela já ocupou a posição de rainha é debatido; os reis assírios tinham várias esposas, mas as evidências sugerem que apenas uma delas poderia ser a rainha em um determinado momento. Sabe-se que Senaqueribe teve outra rainha, Tasmetu-Sarrate.  Naquia pode ter se tornado rainha no final do reinado de Senaqueribe. Ela é referida como a "rainha de Senaqueribe" em documentos do reinado de seu filho. Em 684 a.C., Senaqueribe, talvez influenciado por Naquia, designou Assaradão como seu príncipe herdeiro, apesar de ter filhos mais velhos.
Durante o reinado de seu filho, Naquia alcançou sua posição mais proeminente, com o título ummi šari (lit. 'Mãe do Rei'). Sob Assaradão, Naquia assegurou a posse de várias propriedades em todo o império e ficou enormemente rica, talvez mais rica do que a própria rainha de Assaradão, Esar-Hamate. Naquia pode ter governado seu próprio conjunto de territórios ao redor da cidade babilônica de Lahira. O último atestado conhecido de Naquia é de 669 a.C., nos meses após a morte de Assaradão. Após a morte de seu filho, Naquia escreveu um tratado que obrigou a família real, a aristocracia e toda a Assíria a jurar lealdade ao neto Assurbanípal (r. 669–631 a.C.). Depois disso, Naquia parece ter se aposentado da vida pública.

## Nome e origem
Embora nada certo possa ser dito sobre suas origens, Naquia tendo dois nomes poderia apontar para ela ser originária de fora da Assíria propriamente dita, possivelmente na Babilônia ou no Levante. O nome Naqī'a é originalmente de origem aramaica, ou pelo menos semítico ocidental, enquanto Zakūtu é acádio. O nome Zakūtu, usado apenas algumas vezes, provavelmente foi adotado quando ela se associou à família real assíria; ambos os nomes têm o mesmo significado, interpretado como "pureza", "pura" ou "o puro". Naquia é conhecida por ter tido uma irmã, Abirami (Abi-rāmi ou Abi-rāmu), atestada como comprando terras na cidade de Baruri em 674 a.C.

## Biografia

### Reinado de Senaqueribe
Dada a idade em que ela deu à luz Assaradão, Naquia não pode ter nascido depois de c. 728 a.C. Naquia foi uma das consortes do rei assírio Senaqueribe (r. 705–681 a.C.), com o casamento ocorrendo no final do século VIII devido ao nascimento de seu filho em c. 713 a.C. Isso foi antes da ascensão de Senaqueribe ao trono, quando ele ainda era príncipe herdeiro sob seu pai Sargão II. Exceto por Assaradão, não se sabe quais dos muitos filhos de Senaqueribe também eram filhos de Naquia. É provável que Naquia também fosse a mãe da única filha de Senaqueribe conhecida pelo nome, Saditu, já que Saditu manteve uma posição de destaque sob Assaradão. Naquia não era a mãe dos filhos mais velhos de Senaqueribe, como Arda-Mulissu.
É possível que Naquia tenha ganhado influência já no reinado de Senaqueribe; em 684 a.C., ela pode ter sido responsável pelo rei destituir Arda-Mulissu como herdeiro e, em vez disso, proclamar seu filho Assaradão como príncipe herdeiro. Apesar dos crescentes relatos de que Assaradão sofria de várias doenças, Senaqueribe em nenhum momento mudou a sucessão após a nomeação de Assaradão como príncipe herdeiro, também talvez devido à influência de Naquia. Ela é registrada como empregando adivinhação e astrologia para reforçar a opinião de Senaqueribe sobre Assaradão. Ao longo de sua vida, Naquia parece ter mantido um relacionamento próximo com os profetas ativos na cidade de Arbela.
Embora muitas vezes identificada como uma rainha de Senaqueribe, não está claro se Naquia ocupou essa posição durante a vida de Senaqueribe. A questão principal é que Naquia é conhecida por ter sido associada com Senaqueribe antes dele se tornar rei e com Assaradão durante seu reinado subsequente (681-669), mas Senaqueribe também foi casado com outra mulher, Tasmetu-Sarrate, que é seguramente atestada com o título de rainha. A suposição geral entre os pesquisadores é que, embora os reis possam ter várias esposas, apenas uma delas foi reconhecida como a rainha, uma vez que os documentos administrativos sempre usam o título sem qualificação (implicando que não havia ambiguidade).
Naquia é referida como a rainha de Senaqueribe (mí.é.gal) em vários documentos, mas todos eles, talvez com uma única exceção, foram escritos no reinado de Assaradão, significando que ela pode ter recebido o título retroativamente por seu filho. A única exceção possível é uma única conta com uma inscrição fragmentária que a chama de "mí.é.gal de Senaqueribe" e então se desfaz; é possível que tenha sido escrito no reinado de Senaqueribe. Outra possibilidade é que Naquia alcançou o status de rainha apenas no final do reinado de Senaqueribe. Tasmetu-Sarrate não é mencionada em nenhum documento do reinado de Assaradão. Talvez a promoção do filho de Naquia como príncipe herdeiro signifique que ela era rainha por volta de 684 a.C. e que Tasmetu-Sarrate (de outra forma atestada apenas com segurança em c. 694 a.C.) já havia morrido naquele momento. Depois que Assaradão se tornou príncipe herdeiro, Senaqueribe concedeu algumas terras isentas de impostos a Naquia. No documento que descreve a concessão, ela é, no entanto, intitulada apenas como a "mãe do príncipe herdeiro".

### Reinado de Assaradão

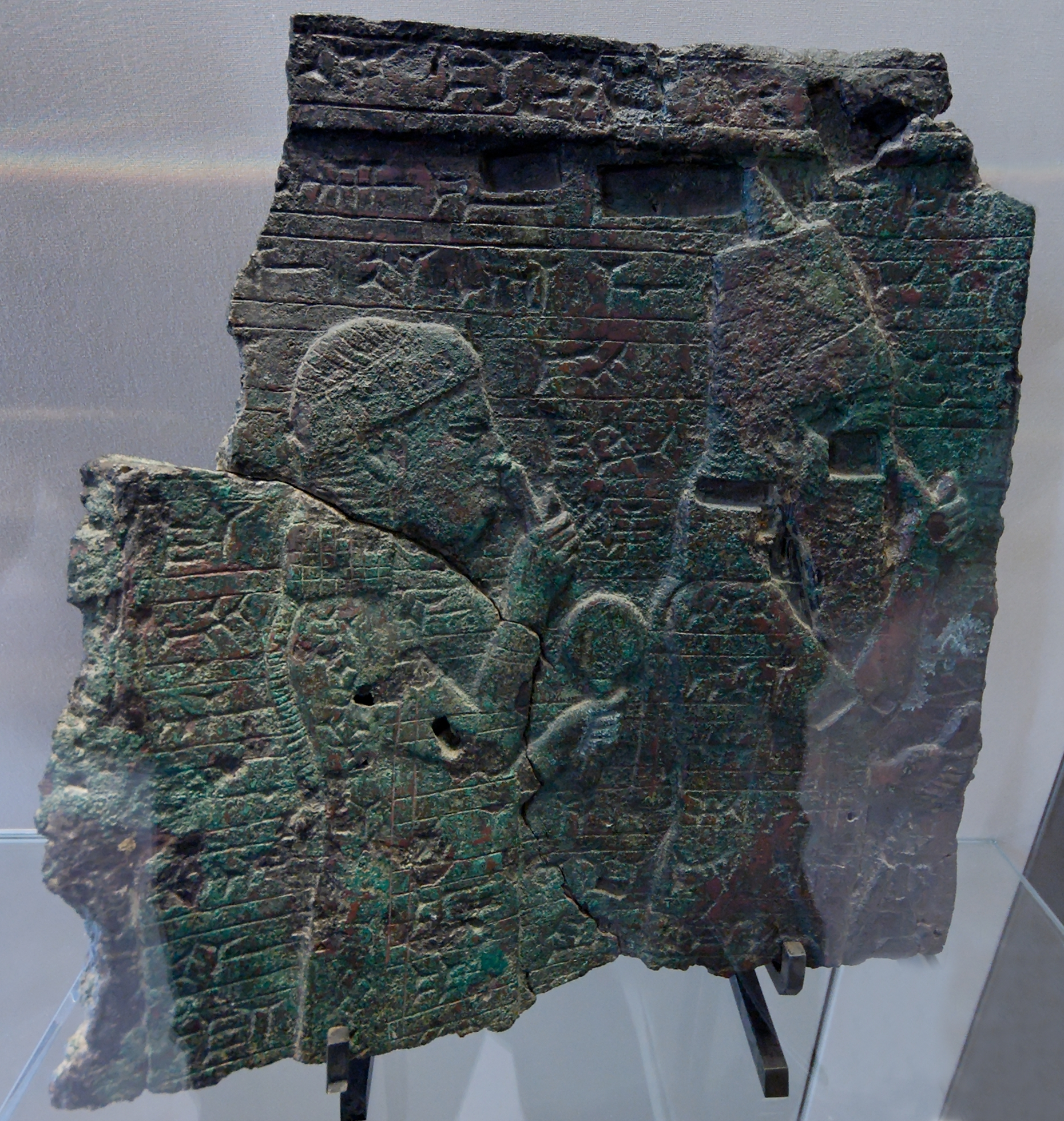
Relevo representando Naquia (esquerda) e seu filho Assaradão (direita)

A autoridade de Naquia cresceu no reinado de seu filho; cedo ela construiu um palácio para ele em Nínive, a capital assíria, e fez uma inscrição comemorativa da construção. A construção de palácios era uma atividade incomum para uma rainha, geralmente feita apenas por reis. A inscrição que documenta o projeto é bombástica e claramente inspirada nas dos reis. Na maioria das fontes da época de Assaradão, Naquia é referida simplesmente como a rainha-mãe (ummi šari, lit. 'Mãe do Rei'). Naquia manteve este título no reinado do filho de Assaradão (e seu neto) Assurbanípal (r. 669–631 a.C.), apesar de já não ser a mãe do rei reinante. Em termos de fontes sobreviventes, ela foi de longe a rainha-mãe mais proeminente da história assíria; ocorrências mais conhecidas do título são de sua vida.
Como rainha-mãe, a estrutura básica da casa de Naquia era semelhante à da rainha e de outros funcionários. Além de Nínive, Naquia provavelmente residia em outras cidades, incluindo algumas na Babilônia. Naquia parece ter tido propriedades significativas na cidade babilônica de Lahira (Laḫiru), que talvez ela mesma governasse; um documento de 678 a.C. descreve a cidade como parte do "domínio da rainha-mãe". Todas as rainhas também parecem ter grandes propriedades na cidade ocidental de Harã.  Existem algumas menções de uma estátua de Naquia sendo construída na cidade de Gadisê, perto de Harã.
Naquia era provavelmente muito rica, talvez ainda mais rica do que a rainha de Assaradão, Esar-Hamate. Registra-se que Naquia fez inúmeras doações a templos, forneceu ao palácio real cavalos de suas propriedades e empregou uma equipe grande e extensa. É claro que ela ocupava uma posição excepcional; em cartas endereçadas a ela, numerosos epítetos lisonjeiros, como "capaz como Adapa", são usados. Um documento legal do reinado de Assaradão afirma que "o veredicto da mãe do rei, meu senhor, é tão final quanto o dos deuses". Tais declarações são altamente incomuns, uma vez que geralmente são aplicadas apenas a reis. Numerosas cartas de cortesãos referem-se à saúde de Naquia. Sua segurança parece ter sido uma questão de grande preocupação, pois um documento contendo uma consulta ao deus-sol Samas pergunta se uma pessoa que poderia ser designada para sua guarda protegeria Naquia "como ele mesmo".
Embora as cartas para Naquia fossem principalmente sobre assuntos religiosos, algumas diziam sobre política. É possível que ela tenha participado do projeto de Assaradão para reconstruir Babilônia, destruída por seu pai. Talvez a proeminência de Naquia tenha resultado da própria ascensão tumultuada de Assaradão, quando ele teve que lutar uma guerra civil contra seu irmão Arda-Mulissu. Em 2014, Philippe Clancier especulou que Naquia poderia ter comandado exércitos durante esta guerra civil, embora nenhum texto assírio a descreva fazendo isso. A única rainha assíria, e mulher em geral, conhecida com confiança por ter participado de campanhas militares é a anterior Samuramate. Se Naquia liderou exércitos contra Arda-Mulissu, omitir isso dos registros não seria surpreendente, já que todas as vitórias no campo de batalha eram normalmente atribuídas ao rei assírio pessoalmente, independentemente de o rei estar ou não na batalha. Acredita-se que a guerra civil tenha sido o catalisador da paranóia posterior de Assaradão e da desconfiança de seus servos, vassalos e familiares. Embora altamente desconfiado de seus parentes do sexo masculino, Assaradão parece não ter sido paranóico em relação a seus parentes do sexo feminino. Durante seu reinado, sua rainha Esar-Hamate, sua mãe Naquia e sua filha Seruaeterate exerceram consideravelmente mais influência e poder político do que as mulheres durante a maior parte da história assíria, embora nunca tenham ocupado quaisquer cargos políticos formais. Uma explicação para a reverência concedida a Naquia pelos oficiais do império é que o povo pode ter creditado parcialmente os sucessos do império no reinado de Assaradão a ela. Embora capaz e enérgico, Assaradão esteve cronicamente doente durante o seu reinado e acredita-se que Naquia teve algum tipo de influência mágica, ligada à associação entre a rainha assíria e a deusa Istar, que manteve o império vitorioso.

### Vida posterior

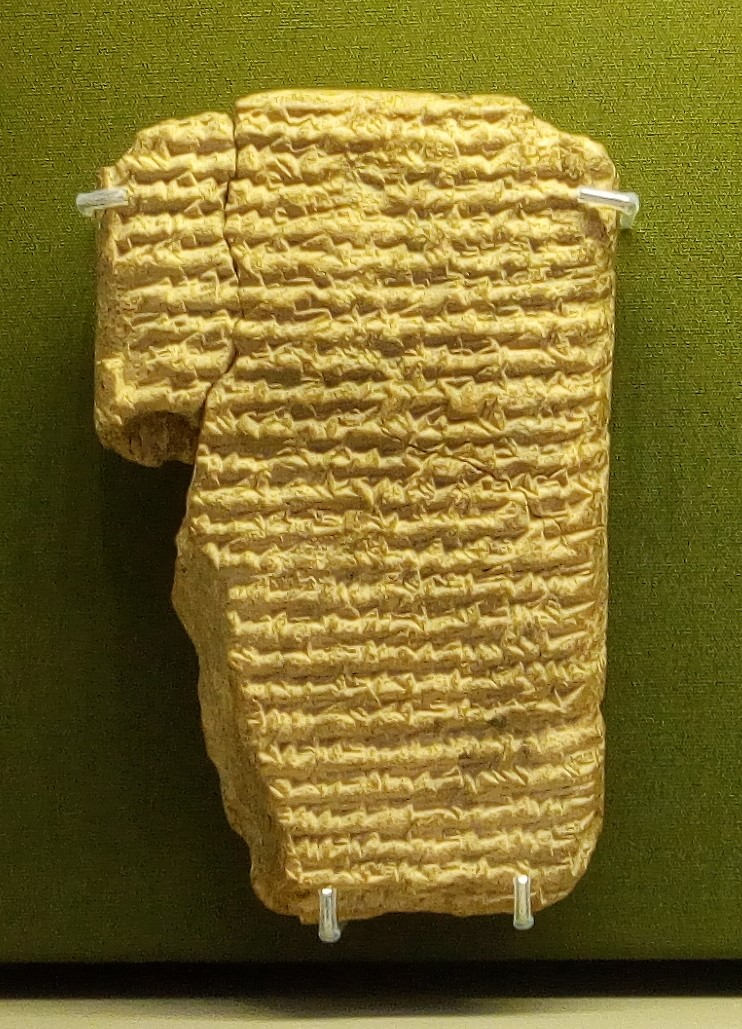
Tabuinha cuneiforme de Nínive contendo uma cópia do Tratado de Zacutu

A última evidência de Naquia é da época da ascensão de Assurbanípal, no final de 669 a.C., quando ela obrigou a família real, a aristocracia e toda a Assíria a jurar lealdade ao neto. O tratado real imposto ao povo por Naquia, chamado de Tratado de Zacutu pelos historiadores modernos, é um documento notável como o único texto desse tipo escrito por alguém que não o rei. Por que Naquia, e não Assurbanípal, foi quem implementou o tratado não é conhecido. Alguns aspectos do tratado, por exemplo sua brevidade, indicam que ele foi criado de forma relativamente apressada após a morte de Assaradão em 669 a.C. O Tratado de Zacutu diz:
| “ | Tratado de Zacutu, rainha de Senaqueribe, rei da Assíria, mãe de Assaradão, rei da Assíria, (avó de Assurbanípal, rei da Assíria) com Samassumuquim, seu irmão igual, com Samas-metu-ubalite e o resto de seus irmãos, com os parentes do rei, com os oficiais e os governadores, os barbudos e os eunucos, os cortesãos, o isentos, e todos os que entram no palácio, com o povo da Assíria, pequenos e grandes: Qualquer um que (conclua) este tratado que Zacutu, a rainha viúva, impôs a todo o povo da Assíria em nome de Assurbanípal, seu neto favorito, qualquer um que [...] minta e execute um plano enganoso ou maligno ou revolta contra Assurbanípal, rei da Assíria, teu senhor; em seus corações tramam intrigas malignas (ou) falam calúnias contra Assurbanípal, rei da Assíria, teu senhor; em seus corações arquitetar (ou) planejar uma missão maligna (ou) proposta perversa de rebelião (e) revolta contra Assurbanípal, rei da Assíria, seu senhor; [...] ou conspirar com outro para o assassinato de Assurbanípal, rei da Assíria, seu senhor: Que [...] Júpiter, Vênus, Saturno, Mercúrio, [...] (E se) a partir deste dia você (ouvir) um mal (plano) de conspiração (e) rebelião contra Assurbanípal, rei da Assíria, seu senhor, você deve vir e relatar a Zacutu, sua (a)vó e Assurbanípal, rei da Assíria, seu senhor; e se você ouvir falar de um (complô) para matar ou destruir Assurbanípal, rei da Assíria, seu senhor, você deve vir e relatar a Zacutu, sua (a)vó e Assurbanípal, rei da Assíria, seu senhor; e se você ouvir de intrigas malignas sendo tramadas contra Assurbanípal, rei da Assíria, seu senhor, você deve falar (sobre isso) na presença de Zacutu, sua (a)vó, e Assurbanípal, rei da Assíria, seu senhor; e se você ouvir e souber que há homens que agitam ou conspiram entre vocês - sejam homens barbudos ou eunucos, sejam seus irmãos ou parentes reais ou seus irmãos ou seus amigos ou qualquer um em todo o país - se você ouvir ou souber, você deve agarrá-los e matá-los e trazê-los para Zacutu, sua (a)vó e Assurbanípal, rei da Assíria, seu senhor. | ” |

Depois que Assurbanípal se tornou rei sem incidentes, Naquia parece ter se aposentado da vida pública já que não há mais evidências de que ela tenha atuado publicamente novamente. Sebastian Fink acredita que Naquia morreu logo após a ascensão de Assurbanípal. De acordo com Gregory D. Cook, Naquia provavelmente estava morta na época do Saque de Tebas por Assurbanípal em 663 a.C. Jack Finegan, por outro lado, acreditava que Naquia estava viva na época da guerra civil entre Assurbanípal e Samassumuquim em 652-648 e que ela durante esse conflito novamente tentou apoiar o direito de Assurbanípal de governar.
A carreira de Naquia resultou na conquista, para uma mulher de seu tempo, de um nível sem precedentes de destaque e visibilidade pública. Ela é a mulher mais bem documentada, e talvez a mais influente, do período neoassírio. Naquia se destaca de quase todas as outras rainhas assírias, que raramente são mencionadas pelo nome nos textos sobreviventes. Ela é a única mulher real, além da rainha Libali-Sarrate de Assurbanípal, conhecida por ter sido retratada em obras de arte reais. Em um relevo representando Naquia e Assaradão, ela é retratada aparentemente quase como sua igual e fazendo o mesmo gesto religioso que o rei. Ela também é retratada usando uma "coroa mural", uma coroa real com características de uma parede de castelo, também incluída na obra de Libali-Sarrate.

## Legado

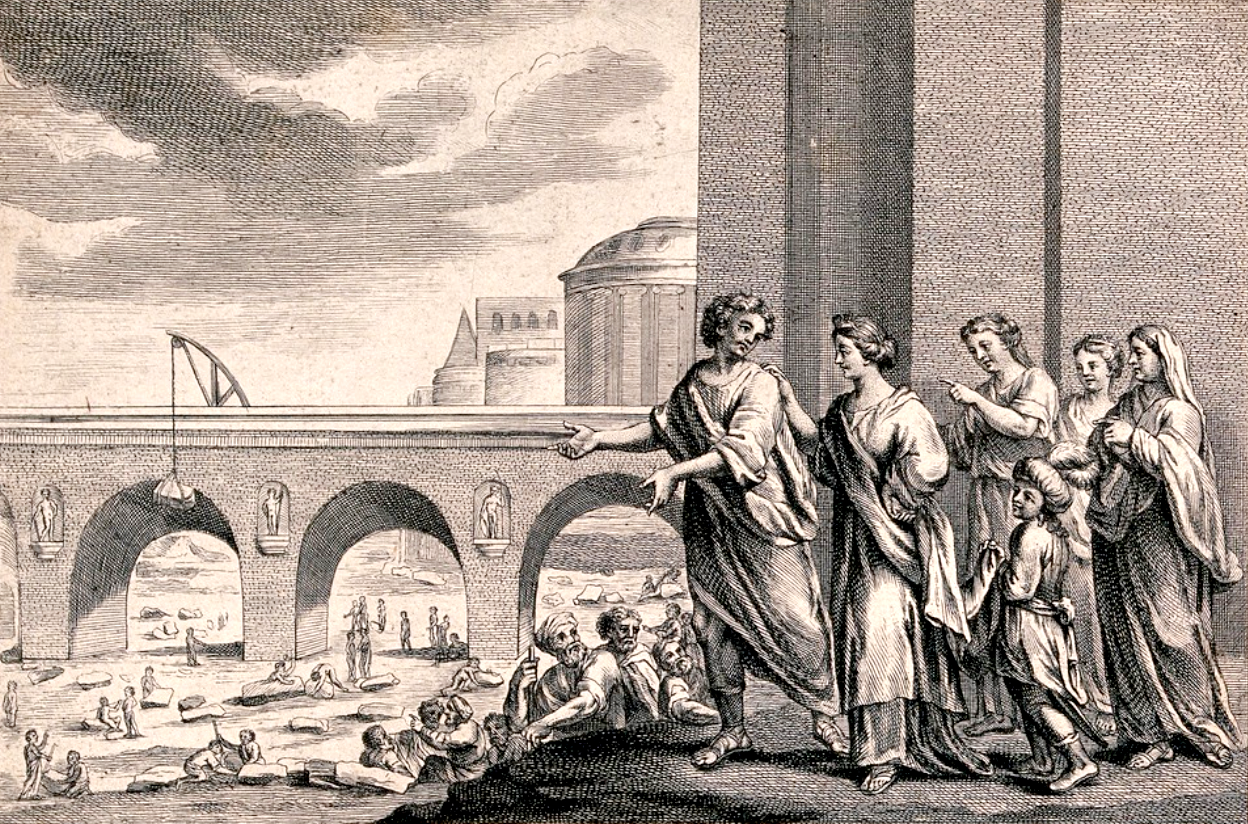
Ilustração do século XVIII de Nitócris, possivelmente uma versão lendária de Naquia, construindo uma ponte sobre o Eufrates

Na tradição literária greco-romana posterior, duas grandes rainhas da Assíria foram lembradas: Semíramis (baseada na rainha anterior Samuramate) e Nitócris. É possível que a figura de Nitócris, que se diz ter vivido cinco gerações depois de Semíramis e ter realizado projetos de construção na Babilônia, tenha sido baseada em Naquia. A lenda do trabalho de construção na Babilônia pode estar relacionada às suas terras na Babilônia, a possibilidade de que ela participasse dos projetos de Assaradão na cidade, ou talvez ao palácio que ela construiu para seu filho em Nínive no início de seu reinado. O palácio de Nínive também pode ter servido de inspiração, já que os antigos gregos às vezes equivocadamente igualam Nínive e Babilônia.
É possível que algumas partes da lenda de Semíramis tenham sido baseadas em Naquia, em vez de Samuramate. Em particular, um dos contos lendários de Semíramis descreve a rainha como fundadora da Babilônia.  Embora não haja conexões óbvias entre a histórica Samuramate e a Babilônia, é, como mencionado, possível estabelecer conexões com Naquia e obras de construção na cidade ou na região circundante.
As caracterizações de Naquia variam entre os historiadores modernos. Alguns, como Sarah C. Melville, a viam como uma mãe altruísta, que trabalhou para ajudar seu filho durante seu reinado, enquanto outros, como Zafrira Ben-Barak, a viam como uma mulher politicamente ambiciosa que explorava todas as oportunidades que podia para avançar sua posição pessoal.